# Bruce Rowland
Bruce Rowland (22. května 1941 – 29. června 2015) byl anglický rockový bubeník, známý jako člen The Grease Band a folk rockové skupiny Fairport Convention. Byl také příležitostným studiovým hudebníkem.

## Raná kariéra
Narodil se 22. května 1941 v Park Royal, Middlesex. V roce 1968 hrál na bicí na albu Wynder K. Froga Out of the Frying Pan, a v roce 1969 se připojil ke skupině The Grease Band, která se později stala doprovodnou skupinou Joe Cockera. Hrál na Cockerově vystoupení na festivalu Woodstock, na druhém Cockerově albu Joe Cocker! a na singlu „Delta Lady“.